# Duarte Coelho Pereira
Duarte Coelho fut le premier donataire de la capitainerie héréditaire de Pernambouc et fondateur d'Olinda. Il naquit à Miragaia peut-être en 1485, et mourut au Portugal le 7 août 1554. Il fut hidalgo, militaire et administrateur.

## Biographie
C'était un bâtard dans l'ancienne famille des Coelhos de noblesse agraire du Entre Douro e Minho. Sans avoir de foyer organisé, il aurait été élevé par une tante maternelle qui était prieure du monastère de Vila Nova de Gaia.
Son père était Gonçalves Coelho employé aux Finances Royales et commandant de l'expédition portugaise qui partit pour le Brésil en 1503 dans laquelle Duarte l'accompagnait. Sa mère était Catarina Ana Duarte,une plébéienne. En 1506, il continua vers les Indes dans la flotte de D. Ferdinão Coutinho. Entre 1516 et 1517, il fut ambassadeur au Siam et visita la Chine ; il revint au Portugal en 1527. En 1531, il fut de nouveau envoyé aux Indes. En 1532, il reçut le commandement de la flotte chargée d'éloigner les Français du littoral du Brésil. Pour services rendus, il reçut, le 10 mars 1534, une donation de 60 lieues de côtes au Brésil, dans les actuels États de Pernambouc et  État d'Alagoas qui formaient la plus grande des capitaineries héréditaires : la capitainerie de Pernambouc ou Nouvelle Lusitanie.
Il arriva le 9 mars 1535, au comptoir de Pernambouc accompagné de sa femme, Dona Brites de Albuquerque, de son beau-frère Jerônimo de Albuquerque, et d'une nombreuse parenté, en plus de familles du nord de Portugal. Il venait tenter sa chance dans l'industrie de la canne à sucre.
L'histoire dit qu'il débarqua sur les marges du Canal de Santa Cruz où il y avait un noyau de peuplement au Port des Bornes. Il avança jusqu'à l'embouchure du Rio Igaraçu où il fonda le peuplement du même nom et lutta contre les Indiens. Il construisit l'église des saints Cosme et Damien la première du Brésil donnant l'administration du peuplement à Afonso Gonçalves et continua vers le sud.
Avec l'aide de Vasco Fernandes Lucena, qui en 1537 y vivait avec les Tabajaras, il éleva à catégorie de villa le peuplement d'Olinda, qui apparut en 1535 à l'endroit d'un village indigène Marim dos Caetés. Le local était beau surtout du haut avec une ample vue sur l'océan. La légende dit que le donataire se serait écrié :"Ó linda situação para fundar uma vila! ( oh ! quel bel emplacement pour fonder une villa !". Mais, en réalité, Dom Duarte donna ce nom aux sept collines en face de la mer parce qu'il lisait le roman Amadis de Gaule, dont l'héroïne portait le nom d'Olinda. Le peuplement fut élevé à villa avec ce nom le 12 mars 1537.
La tribu Marim dos Caetés était la plus belliqueuse de la région ; c'est pour cela que Duarte Coelho s'allia à eux. À leur place, il prit les tribus de la région du Sergipe en esclavage. Il parvient à consolider la capitainerie, cultivant la canne à sucre, installant les premières fermes à sucre, à tabac et à coton.
Il y eut des luttes entre les Indiens, Duarte Coelho et les colons. Après l'union de son beau-frère Jerônimo de Albuquerque avec la fille du cacique des Tabajaras baptisée Maria do Espírito Santo, les Indiens se calmèrent. Après la paix, il restait le problème des Français, ce qui amena Duarte Coelho à envoyer des embarcations le long de la côte et commencer l'exploration du Rio São Francisco.
Il implanta de façon systématique les bases de l'industrie sucrière. Pour cela, il utilisa l'expérience des maîtres spécialisés de l'île de Madère. Et surtout, il garantit le capital juif pour le financement de l'entreprise. Bon organisateur, il tenta de fixer les colons créant des fermes sucrières, important des esclaves de Guinée, dominant les tribus ennemies et protégeant les amies. Sous sa férule, le Pernambouc prospéra économiquement s'appuyant sur des familles bourgeoises et sur la petite noblesse du nord du Portugal.
Il rentra malade au Portugal laissant la direction de la capitainerie à sa femme Dona Brites. Il avait dirigé sa capitainerie durant 20 ans et elle subissait encore de sérieux conflits avec les Indiens et beaucoup de luttes. Ceux qui n'étaient pas tués étaient pris en esclavage.
Depuis 1549, le Brésil était administré par un gouverneur-général. Les donataires commencèrent à lui rendre compte comme représentant du roi. Le siège du gouverneur-général était Salvador à Bahia. Le 24 novembre 1550, cependant, Duarte Coelho fut exempté de dépendre du premier gouverneur général du Brésil, Tomé de Sousa
Ses deux fils Duarte Coelho de Albuquerque et Jorge de Albuquerque Coelho furent ses successeurs comme deuxième et troisième donataires de la capitainerie. Le quatrième et le dernier donataire fut Mathias de Albuquerque Coelho, fils de Jorge.